# Dany Nounkeu
Dany Achille Nounkeu Tchounkeu, mais conhecido como Dany Nounkeu (Yaoundé, 11 de abril de 1986), é um futebolista camaronês que atua como zagueiro. Atualmente, joga pelo AS Arta/Solar7.

## Títulos

### Galatasaray
- Süper Lig: 2012–13
- Türkiye Kupası: 2013–14
- TFF Süper Kupa: 2012–13, 2013–14

### Akhisarspor
- Türkiye Kupası: 2017–18
- TFF Süper Kupa: 2018–19